# Ron Silver
Ronald Arthur "Ron" Silver, född 2 juli 1946 på Manhattan i New York, död 15 mars 2009 i New York, var en amerikansk skådespelare, producent och regissör, ordförande för Actor's Equity Association mellan 1991 och 2000. Han är mest känd för rollerna som juristprofessorn och advokaten Alan Dershowitz i den Oscarsbelönade Mysteriet von Bülow, där han spelar titelrollens försvarare under dennes historiske rättegång 1985, samt den geniale valgeneralen Bruno Gianelli i TV-serien Vita huset. Han belönades med en Tony Award 1988 för huvudrollen i pjäsen Speed-the-Plow, som satiriserar skådespelarbranschen. Han avled i matstrupscancer efter ett liv som kedjerökare i maj 2009. 
I ett arketypiskt liberalt Hollywood var Silver en avvikande relativt konservativ/libertariansk röst. Med judisk bakgrund i New York var Silver övertygad sionist och delgrundare till organisationen One Jerusalem, med som mål att erkänna Jerusalem som Israels enda och odelbara huvudstad (vilket realiserades i december 2017). Hans sympatier drog starkt åt republikanskt håll efter 11 september-attackerna 2001, något som resulterade i flera mer eller mindre vänskapliga tvister med kollegor, men förlikade sig med demokraternas kandidat Barack Obama och gav demokratiska partiet sin röst i presidentvalet 2008, några månader före sin död.